# Аубакіров Токтар Онгарбайович

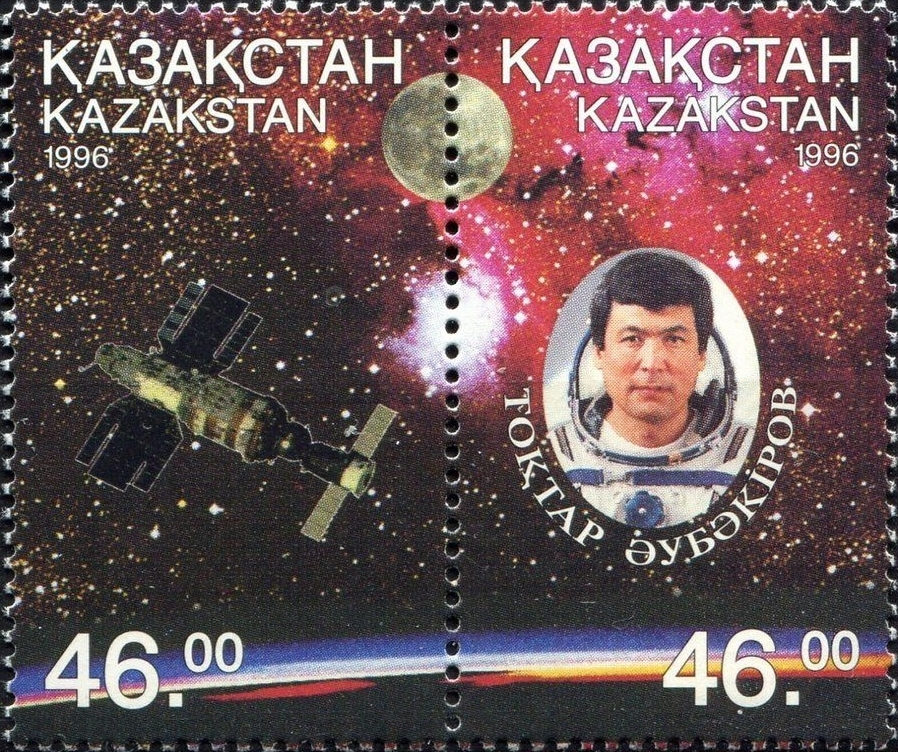
Марка Республіки Казахстан, 1996 рік

Токтар Онгарбайович Аубакіров (нар. 27 липня 1946, Каркаралинський район, Карагандинська область, Казахська РСР) — перший льотчик-космонавт Казахстану і водночас 72-ий (останній) космонавт СРСР. Герой Радянського Союзу (1988), Народний Герой Казахстану (1995).
2 жовтня 1991 року стартував у космос разом з Олександром Олександровичем Волковим і австрійським космонавтом Францом Фібеком як космонавт-дослідник космічного корабля «Союз ТМ-13». Упродовж тижня працював на борту орбітального комплексу «Мир». Тривалість перебування в космосі становила 7 днів 22 години 13 хвилин. 10 жовтня 1991 року повернувся на Землю разом з Анатолієм Павловичем Арцебарським і австрійським космонавтом Францом Фібеком на борту космічного корабля «Союз ТМ-12».